# Nelson Xavier
Nelson Agostini Xavier (São Paulo, 30 de agosto de 1941-Uberlândia, Minas Gerais; 10 de mayo de 2017) fue un actor y director brasileño. A lo largo de  cinco décadas de carrera, participó en innumerables trabajos en cine, teatro y televisión.
Actuó en el filme O Bom Burguês (1982), dirigido por Oswaldo Caldeira. Trabajó también en Eles não Usam Black-tie (film) (1981), Narradores de Javé (2003) y muchos otros filmes. En 2010 obtuvo mayor reconocimiento en el panorama del cine brasileño al participar en la biografía del médium Chico Xavier, donde interpretó el papel principal.

## Trayectoria

### En Televisión
- 2015 - Babilônia .... Sebastião
- 2013 - Joia Rara .... Ananda Rinpoche
- 2012 - Gabriela .... Coronel Altino Brandão
- 2008 - A Favorita .... Edvaldo
- 2005 - Belíssima .... Bento Pereira
- 2004 - Senhora do Destino .... Sebastião Ferreira da Silva
- 2001 - As Filhas da Mãe .... Mauro das Flores
- 2001 - Estrela-Guia .... Purunam
- 2000 - O Cravo e a Rosa .... Dr. Caio
- 1999 - Suave Veneno .... Fortunato Queiroz
- 1997 - Anjo Mau .... Manuel
- 1996 - Salsa e Merengue .... Mestre Bento Sobral
- 1995 - Irmãos Coragem .... Padre Bento
- 1993 - Renascer .... Noberto
- 1992 - Pedra sobre Pedra .... Delegado Queiróz
- 1990 - A História de Ana Raio e Zé Trovão .... Leopoldo Canjerê
- 1990 - Fronteiras do Desconhecido .... Albano (Ep: "A Rua do Salto")
- 1989 - Kananga do Japão .... Caveirinha
- 1986 - Hipertensão .... Joel
- 1985 - Tenda dos Milagres .... Pedro Arcanjo
- 1983 - Voltei pra Você .... Zelão
- 1982 - Sol de Verão .... Zito
- 1973 - João da Silva .... João da Silva
- 1967 - Sangue e Areia .... Zorba

### En Teatro
- 1965 - Toda Nudez Será Castigada - Patrício

(lista incompleta)

### En Cine
Como director
- 1978 - A Queda

Como actor
- 2016 - Comeback
- 2014 - A Despedida
- 2014 - Trash
- 2011 - O Filme dos Espíritos
- 2011 - As Mães de Chico Xavier ... Chico Xavier
- 2010 - Chico Xavier .... Chico Xavier
- 2003 - Benjamim
- 2003 - Narradores de Javé
- 2002 - Lua Cambará - Nas Escadarias do Palácio
- 2001 - Girl from Rio
- 1998 - O Testamento do Senhor Napumoceno
- 1996 - Sombras de Julho
- 1994 - Lamarca
- 1991 - Vai Trabalhar, Vagabundo II
- 1991 - At Play in the Fields of the Lord
- 1989 - Césio 137 - O Pesadelo de Goiânia
- 1988 - Amor Vagabundo
- 1988 - Luar sobre Parador
- 1985 - O Rei do Rio
- 1984 - Tensão no Rio
- 1984 - Para Viver um Grande Amor
- 1983 - O Cangaceiro Trapalhão
- 1983 - O Mágico e o Delegado
- 1983 - Gabriela
- 1982 - Amor e Traição
- 1981 - Eles não usam black-tie
- 1980 - O Bandido Antonio Dó
- 1980 - Bububu no Bobobó
- 1979 - O Bom Burguês
- 1979 - A Rainha do Rádio
- 1978 - A Queda
- 1977 - Gordos e Magros (Benedito)
- 1977 - Feminino Plural
- 1976 - Marília e Marina
- 1976 - Soledade
- 1976 - Ovelha Negra
- 1976 - Dona Flor e Seus Dois Maridos
- 1974 - Rainha Diaba
- 1973 - Vai Trabalhar, Vagabundo!
- 1972 - A Culpa
- 1971 - As Confissões de Frei Abóbora
- 1970 - Dois Perdidos numa Noite Suja
- 1970 - É Simonal
- 1970 - Os Deuses e os Mortos
- 1968 - Desesperato
- 1968 - Massacre no Supermercado
- 1967 - O ABC do Amor
- 1966 - Três Histórias de Amor
- 1965 - Arrastão
- 1965 - A Falecida
- 1964 - Os Fuzis
- 1963 - Seara Vermelha
- 1960 - Cidade Ameaçada
- 1959 - Fronteiras do Inferno

## Premios y distinciones
Festival Internacional de Cine de Berlín
| Año  | Categoría    | Película | Resultado |
| ---- | ------------ | -------- | --------- |
| 1978 | Oso de Plata | A Queda  | Ganador   |

Festival de Gramado
- Vencedor: mejor actor por O Testamento do Senhor Nepomuceno

Festival de Brasilia
- Vencedor: mejor actor A Queda (1978)
- Vencedor: mejor actor O Mágico e o Delegado (1983)